# Radek Kalod
Radek Kalod (* 8. August 1978 in Brünn) ist ein tschechischer Schachmeister.
Kalod erhielt im Jahr 2004 den Großmeistertitel, er siegte bei den tschechischen U-20 Juniorenmeisterschaften in Ústí nad Labem 1996 und in Lázně Bohdaneč 1998, war Teilnehmer der U-20 Jugendweltmeisterschaften 1996 in Medellín und 1998 in Kozhikode. Kalod spielte für die tschechische Nationalmannschaft bei der Schacholympiade 2006 in Turin.
Kalod siegte oder belegte vordere Plätze in einigen Turnieren: II. Platz in Brünn (1995), I. Platz in Aschach an der Donau (1999), I. Platz in Passau (2000), I-IV. Platz in Böblingen (2000), II-V. Platz in Tampere (2002), II. Platz in Prag (2003), III. Platz in Brünn (2004), II-VI. Platz in Pardubice (2004), I. Platz in Barcelona (2005), I-VI. Platz in Česká Třebová (2006).
Seine Elo-Zahl beträgt 2479, damit belegt er den 18. Platz der tschechischen Rangliste (Stand: Dezember 2014). Seine höchste Elo-Zahl von 2512 erreichte er im Juli 2006.
In der tschechischen Extraliga spielte Kalod in der Saison 1994/95 und von 2001 bis 2006 für den ŠK Lokomotiva MONING Brno (2001 bis 2004 ŠK Hagemann Opava), in der Saison 1996/97 für den ŠK Zlín, von 1997 bis 1999 für A64 MILO Olomouc, von 1999 bis 2001 für den ŠK Dům armády Prag, von 2006 bis 2013 für den 1. Novoborský ŠK und seit 2017 für Moravská Slavia Brno. Er gewann die Extraliga 1995, 1998, 2002, 2004, 2008, 2010, 2011, 2012 und 2013. In der österreichischen Bundesliga spielte Kalod von 2005 bis 2009 für den ASVÖ Wulkaprodersdorf, in der slowakischen Extraliga in der Saison 1997/98 für den ŠK Slovan Levice, in den Saisons 2002/03 und 2005/06 für den ZK Slovakofarma Hlohovec sowie von 2008 bis 2010 für den MŠK KdV Kežmarok.